# Nuestra Señora de Zapopan
Nuestra Señora de la Expectación de Zapopan, Nuestra Señora de Zapopan o Virgen de Zapopan se venera en Zapopan, Jalisco. También se la conoce como La Generala, La Reina y Madre de Jalisco, La Estrella de la Evangelización, entre otros nombres más que ha recibido por parte del pueblo jalisciense. Es la patrona Universal de la Arquidiócesis de Guadalajara su romería es el 12 de octubre y su festividad es el 18 de diciembre. Fue declarada Patrimonio Cultural Inmaterial de la Humanidad el 29 de noviembre durante la XIII sesión del Comité Intergubernamental para la Salvaguardia del Patrimonio Cultural Inmaterial de la UNESCO, reunido en la ciudad de Port Louis, República de Mauricio.
La imagen original de la Virgen de Zapopan permanece en la Basílica de Nuestra Señora de la Expectación de Zapopan. La única ocasión en que la imagen original sale de dicho recinto es el 12 de octubre para su célebre Romería. Para las visitas oficiales y no oficiales se lleva a la Virgen Peregrina de Zapopan vestida cada año diferente, pero siempre portando su corona, aureola y demás insignias. Ordinariamente sólo el 12 de octubre se le viste de "peregrina" con rebozo y sombrero, a la usanza antigua de las mujeres humildes de Guadalajara.

## La imagen
Títulos de la imagen
Algunos de los títulos dados a la Imagen son:
- Pacificadora
- Taumaturga
- Generala de las Armas de la Nueva Galicia (título concedido en 1821, por el general Pedro Negrete)
- Patrona del Estado Libre y Soberano de Jalisco
- Patrona de la Arquidiócesis de Guadalajara
- Estrella de la Evangelización (invocada así por san Juan Pablo cuando visitó su Basílica en 1979)
- Reina y Madre de Jalisco
- Patrona contra Rayos, tempestades y epidemia,
- y uno de los más recientes es Reina del Lago de Chapala

Está hecha de pasta de caña de maíz y fue traída por Fray Antonio de Segovia desde Pátzcuaro a tierras jaliscienses en el año de 1530. Es una imagen que representa a la Virgen de Zapopan, Virgen encinta, o también como se le conoce de la expectación. Mide 34 cm de pies a cabeza y tiene un rostro ovalado. Tiene las manos juntas en actitud de oración y los ojos grandes, fijos y abiertos, de color azul verdoso. En la parte inferior se observan los zapatos pisando una media luna dorada.
La imagen sería declarada patrona de la ciudad contra tempestades, rayos y epidemias. Es por eso que la imagen visita los templos no sólo de Guadalajara, sino de su zona metropolitana durante el temporal de lluvias, transcurrido el cual, la imagen vuelve a su santuario de Zapopan sucede el día 12 de octubre de cada año.
La imagen recibió el nombramiento honorífico de Generala del Ejército Trigarante el 15 de septiembre de 1821, mismo que fue ratificado por el general Blancarte en 1852.
Fue coronada con autorización del Papa Benedicto XV el 18 de enero de 1921 por el Arzobispo Francisco Orozco y Jiménez en la catedral de Guadalajara.
En 1999 nace un proyecto promovido por un grupo de fieles para difundir el fervor mariano a esta imagen en la zona metropolitana de Guadalajara, el cual lleva por nombre Trayectos de Fe, programa que transmite del 20 de mayo al 12 de octubre las diversas visitas que realiza esta imagen a los templos de la ciudad, mismo que iniciara por radio y que en la actualidad también se difunde por televisión y radio.
Iconografía
Entre los objetos asociados con la Virgen de Zapopan están:
- Una corona imperial.
- Una aureola con una paloma, señal del Espíritu Santo.
- Un cetro de reina.
- Un bastón de generala, signo de su autoridad.
- Una espada que le fue otorgada como la generala de armas del ejército trigarante de la Nueva Galicia, en 1821.
- Un relicario con un niño Dios, dando señal de su advocación litúrgica "Nuestra Señora de la Expectación", es decir, María esperando el alumbramiento (nacimiento) de Jesús.
- Una banda al pecho, signo de su autoridad como generala. Ordinariamente es azul, pero también puede ser tricolor.
- Una luna a sus pies, signo profético del Apocalipsis (Ap 12,1-2)
- Una banda de generala del Ejército Trigarante.
- Un pedestal de plata.
- Unas llaves como patrona de la ciudad de Guadalajara. Aunque también ha recibido las llaves de la ciudad de Zapopan.

Se la suele ver vestida de peregrina (rebozo tejido a mano y sombrero) cuando sale de su Basílica para su anual Romería.

## Romería de Zapopan
Una réplica de la imagen original, llamada la  Virgen peregrina, es sacada cada año para peregrinar por las iglesias de Guadalajara desde el día 20 de mayo hasta el 9 de octubre, cuando arriba a la catedral metropolitana. Ahí permanece hasta dos días más hasta  que se celebra la misa de renovación de patronato sobre la arquidiócesis. Terminada la misa, la imagen peregrina es llevada en procesión desde la explanada del Hospicio Cabañas hasta la Catedral Metropolitana, donde la Imagen Peregrina es remplazada por la Imagen Original que es llevada solo esa noche del 11 de octubre desde su Basílica en Zapopan a la Catedral de Guadalajara siendo allí venerada y velada toda la noche y madrugada. El día 12 de octubre a las 6 de la mañana es llevada en la Romería hacia su basílica sede.
Casas y calles son adornados con papel picado, alfalfa y arreglos florales por donde pasa la imagen antes de llegar a la parroquia o capilla de cada barrio. Esta devoción es muy particular de Guadalajara y no tiene paralelo en México, ni en sus formas ni en su historia, historia que está íntimamente ligada a la fundación misma de Guadalajara en 1542, pues ya en 1531 fray Antonio de Segovia, recorría el valle de Atemajac y Zapopan, evangelizando a los originales de estas tierras, acompañado de la imagen de la Virgen de la Expectación, que es la imagen original que hace el recorrido cada 12 de octubre.
En dicha procesión se dan cita danzantes, vendedores de comida y artesanías tradicionales y miles de espectadores. La imagen se detiene periódicamente a lo largo de su camino para recibir un homenaje de los muchos grupos de danza prehispánica y mariachis. Una vez llegando el contingente a la Basílica, las celebraciones continúan y terminan con fuegos artificiales por la noche.
En 2018 la romería de Zapopan fue inscrita en la Lista Representativa del Patrimonio Cultural Inmaterial de la Humanidad. A lo largo de todo el año el planeamiento de este evento descansa en una estrecha interacción de diversas comunidades, lo cual propicia la renovación y el fortalecimiento de los vínculos sociales anudados entre ellas. Gracias al continuo apoyo de las comunidades a la romería, este elemento del patrimonio cultural se ha convertido en uno los más populares y arraigados del oeste de México. Agrupados en asociaciones civiles y eclesiásticas bien organizadas, los depositarios y practicantes del elemento han garantizado con éxito su supervivencia hasta la fecha.

### Historia de la Romería

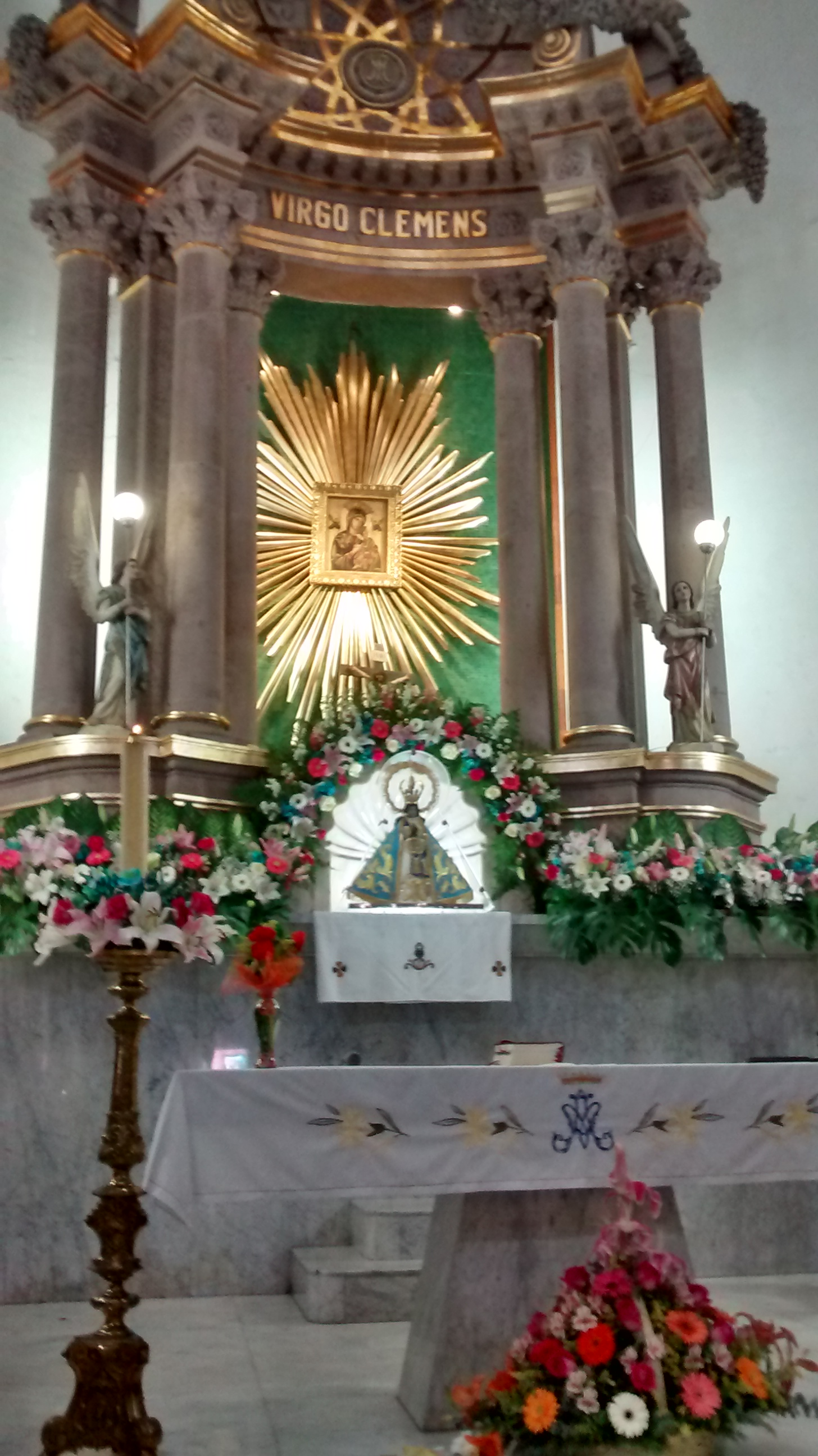
Altar Mayor del Convento de Nuestra Señora del Perpetuo Socorro en Guadalajara Jalisco con Nuestra Señora de Zapopan de Visita.

A lo largo del siglo XVII, y según costumbre de la época, la imagen de la Virgen es llevada por todos los rumbos del extenso arzobispado. En 1695, la imagen es llevada a la ciudad de Guadalajara, azotada por epidemias e inundaciones; el alivio experimentado por la población incrementa el fervor de la comunidad hacia Nuestra Señora de Zapopan, dando notable incremento a su santuario.
Por el año de 1734, nuevamente Guadalajara sufre el embate de las tempestades con su secuela de inundaciones y epidemias, por lo cual, de nuevo las autoridades civiles y la misma comunidad, suplican al obispo sea traída la imagen de la virgen de Zapopan; el obispo accede, y la imagen es llevada a todos los barrios y capillas de aquella antigua Guadalajara; posteriormente, los notarios darán testimonio de la mejoría que toda la ciudad obtuvo de esta visita. 
A raíz de haber sido proclamada protectora de la ciudad contra rayos, tempestades y epidemias, se acordó que la imagen sería traída de su santuario a la ciudad de Guadalajara, cada año: el 12 de junio sería traída a la ciudad y el 1º de octubre sería llevada a su santuario. El itinerario general era del santuario de la villa zapopana a la Iglesia de Santa Teresa, de allí a catedral, y al revés.
Más cuando la imagen fue proclamada genérala en 1821, la forma del traslado cambió notablemente: se volvió más solemne y grandiosa. La participación del ejército, aunada a la civil y eclesiástica, realzaron el traslado y estimuló en gran manera la participación entusiasta del pueblo. Se empezó a organizar cada vez con más detalle la fiesta gracias precisamente a la colaboración del ejército en el regreso de la Santísima Virgen a su santuario.
- Se dispuso una "salva" disparada por las más grandes piezas de artillería, al llegar y salir la genérala, con los 21 cañonazos de ordenanza y la marcha de toda la tropa de las Tres Armas.
- Se dispuso, además, una carroza especial: elegante y adornada, y servían de aurigas lacayos aristócratas de la ciudad.
- El pueblo tiraba los cables o sogas de la carroza en que viajaba la Virgen. Dentro de la carroza iban dos señores capitulares y dos regidores nombrados cada vez al efecto.
- Uno de los capitulares llevaba la imagen que portaba el bastón y la banda, velo y sombrero ducal.
- La acompañaba en su viaje de regreso casi toda la ciudad.

Posteriormente, en 1825, se acordó que el traslado a la ciudad tuviera lugar el día 12 de junio y el regreso a la villa el día 5 de octubre. En años relativamente recientes se decretó que el regreso a su santuario fuera el día 12 de octubre, como se viene haciendo hasta el presente.
Actualmente la imagen de la virgen de Zapopan inicia su recorrido el día 20 de mayo, visitando la zona metropolitana de Guadalajara y municipios de Tlaquepaque, Zapopan y Tonala, cerca de 200 parroquias incluyendo la visita a Chapala, al seminario diocesano y la Catedral Metropolitana
Dos cuentos, vinculados a las romerías y la santería,Talpa y Ancleto Morones de Juan Rulfo presentan un cuadro pintoresco, atractivo y natural de estas prácticas religiosas arraigadas en el alma popular de México